# ロッキー・ホラー・ショー
『ロッキー・ホラー・ショー』（原題：The Rocky Horror Picture Show ）は、1975年のミュージカル・ホラー映画。2005年にはアメリカ国立フィルム登録簿に永久保存登録された。
リチャード・オブライエン原作の、ホラー・ミュージカル舞台劇『ロッキー・ホラー・ショー』を映画化した作品である。尚、本作のジャンルは、ホラー映画ではあるが、全編を通してミュージカル映画としての構成になっており、全体的にコメディタッチで描かれている。

## ストーリー
恩師スコット博士に婚約の報告をしようと出かけた恋人同士のブラッドとジャネット。しかし、嵐の中、道に迷った山中で車がパンクしてしまう。電話を借りようと近くの古城を訪ねるが、そこでは目を疑うような奇怪なパーティーが開かれていた。
城の主フランクン・フルターは変わった人物で、彼は自身が作った人造人間「ロッキー」（ブロンドで筋肉質の美男子）を披露する。
そしてフランクン・フルターとロッキーは、結婚するような演出でベッドのある部屋へと向かうのだが、ジャネットがロッキーの虜になってしまう。さらに、バイセクシュアルのフランクン・フルターは、なんとジャネットとブラッドの両方と性的関係を持ってしまった。

## キャスト
| 役名                     | 俳優                             | 声域                      | 日本語吹替                                 |
| 役名                     | 俳優                             | 声域                      | TBS版                                      |
| ------------------------ | -------------------------------- | ------------------------- | ------------------------------------------ |
| フランクン・フルター博士 | ティム・カリー                   | バリトン                  | 江原正士                                   |
| ジャネット・ワイズ       | スーザン・サランドン             | メゾソプラノ              | 高島雅羅                                   |
| ブラッド・メイジャース   | バリー・ボストウィック           | テノール                  | 井上和彦                                   |
| リフ・ラフ               | リチャード・オブライエン         | カウンターテナー          | 池田勝                                     |
| マジェンダ               | パトリシア・クイン               | アルト                    | 吉田理保子                                 |
| コロンビア               | ネル・キャンベル                 | ソプラノ                  | 滝沢久美子                                 |
| スコット博士             | ジョナサン・アダムス（英語版）   | バス                      | 吉水慶                                     |
| ロッキー                 | ピーター・ハインウッド（英語版） | テノール                  |                                            |
| エディ                   | ミート・ローフ                   | テノール/カウンターテナー |                                            |
| 犯罪学者                 | チャールズ・グレイ               |                           | 上田敏也                                   |
| 不明 その他              |                                  |                           | 西川幾雄 山口健 佐直千恵子 宮本充 羽村京子 |
|                          |                                  |                           |                                            |
| 翻訳                     | 翻訳                             | 翻訳                      | 貴家理沙                                   |
| 演出                     | 演出                             | 演出                      | 田島荘三                                   |
| 調整                     | 調整                             | 調整                      | 近藤勝之                                   |
| 制作                     | 制作                             | 制作                      | コスモプロモーション                       |
| 初回放送                 | 初回放送                         | 初回放送                  | 1988年12月8日 『木曜シネマパラダイス』     |

- 日本語吹替：2010年発売の『製作35周年記念 完全版Blu-ray』に収録

## スタッフ
- 製作総指揮 - ルー・アドラー
- 原作 - リチャード・オブライエン
- 監督 - ジム・シャーマン
- 音楽監督 - リチャード・ハートリー
- 美術 - ブライアン・トムソン
- 衣装 - スー・ブレイン
- 撮影 - ピーター・シュシツキー
- 編集 - グレイム・クリフォード

## 製作

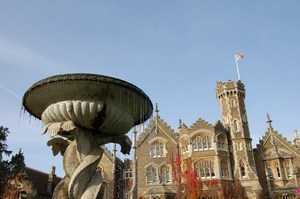
オークリー・コート

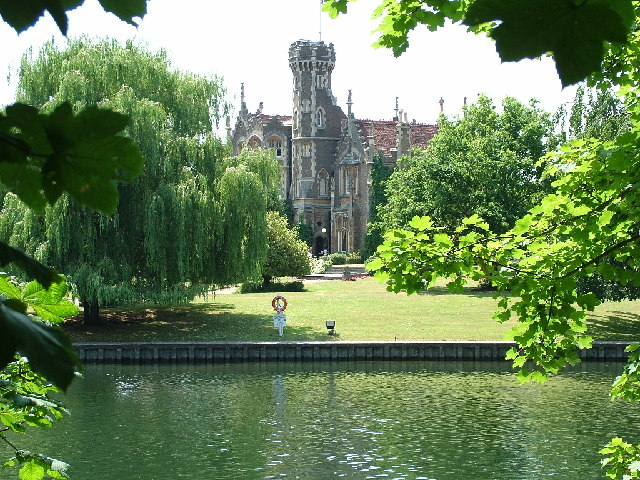
オークリー・コート

ロンドンの小劇場で始まったリチャード・オブライエン作のロック・ミュージカル『ロッキー・ホラー・ショー』は、奇抜な内容ながら熱心なリピーターを獲得し、アメリカ合衆国のロサンゼルスやオーストラリアでも上演された。
映画化されたのは舞台開幕から2年後の1975年。舞台からこの作品にかかわっている監督のジム・シャーマン（英語版）は、有名ロックスターを使った大予算映画の提案を蹴り、オリジナルのキャストとスタッフを集めた低予算映画にする道を選んだ。フランクン・フルター城にはオークリー・コート（英語版）が使われた。
ティム・カリーをはじめ、リチャード・オブライエン、パトリシア・クイン、ネル・キャンベル、といったオリジナルの個性的な面々に、スーザン・サランドン、バリー・ボストウィック、ミート・ローフなど新規のアメリカ人キャストも加わった。

## 主な楽曲
- 邦題は日本国内版のサウンドトラックに準じ、未収録曲については舞台版に準じた。

1. サイエンス・フィクション/2本立て "Science Fiction, Double Feature" （リチャード・オブライエン[注 1]）
2. ダミット・ジャネット "Dammit, Janet" （ブラッド、ジャネット）
3. フランケンシュタインの屋敷に "Over At The Frankenstein Place" （ブラッド、ジャネット、リフ・ラフ）
4. タイム・ワープ "Time Warp" （リフ・ラフ、コロンビア、マジェンタ、ナレーター&ザ・トランシルヴェイニアンズ）
5. スイート・トランスヴェスタイト "Sweet Transvestite" （フランクン・フルター）
6. ダモクレスの剣 "The Sword Of Damocles" （ロッキー）
7. 男にしてあげる "I Can Make You A Man" （フランクン・フルター）
8. ホット・パトゥーティー〜ブレス・マイ・ソウル "Hot Patootie- Bless My Soul" （エディ）
9. 男にしてあげる・リピート "I Can Make You A Man -Reprise" （フランクン・フルター）
10. ワンス・イン・ア・ホワイル  "Once in a while" （ブラッド）※オリジナル版（デラックス版）のみ
11. タッチ・ミー  "Toucha-Toucha-Touch Me" （ジャネット）
12. プラネット・シュマネット "Planet Schmanet" （フランクン・フルター）
13. エディ "Eddie's Teddy" （スコット博士、コロンビア）
14. フロア・ショー/世界をバラ色に染めて "Rose Tint My World"/"Fan Fare"/"Don't Dream it Be it"/"Wild & Untamed Thing"
（コロンビア、ジャネット、ロッキー、ブラッド、フランクン・フルター、スコット博士、リフ・ラフ）
15. ゴーイング・ホーム "I'm Going Home" （フランクン・フルター）
16. スーパー・ヒーロー "Super Heroes" （ブラッド、ジャネト、ナレーター）

全17曲（Science Fiction, Double Feature(Reprise)を含む）の楽譜『THE ROCKY HORROR SHOW  by RICHARD O'BRIEN 』が出版されている

## 公開・反響
公開当初の評価は最悪で、試写会の席ではプロデューサーの目の前で客が次々に中途退席していったという。しかしカニバリズムなどの猟奇的であったり、麻薬などのインモラルな要素もあるものの、当時のほかの映画ではとても見られない奇怪なキャラクター、刺激的で洗練されたロック音楽と衣装・舞台のデザイン、ホモセクシュアルやバイセクシャルやトランスヴェスタイトや乱交も含めたエロティックな内容は、少数ずつながら確実に支持者を増やしていった。
公開1年後にアメリカで始まった深夜興行では、俗に言うコスプレをした観客が週末ごとに集まり、映画を見ながら全員でお約束のツッコミを叫んだり、紙吹雪や米をまき散らす、さらにはスクリーンの前で俳優が同時進行で演技するといった、パーティ形式の上映が定着した。この上映形態は舞台版と同様の熱狂的リピーターを続々と生み出し、やがてカルトムービーの代表格として必ずその名前が挙がる高みに本作を押し上げていった。この様子はミュージカル映画『フェーム』で見られる。日本でも模倣されて映画館によっては注意書きが書かれることもあった。
あえて流行りものを排除したという映画の内容は、公開から35年以上が経過した2010年以降もなお古びておらず支持されており、熱心なリピーターに支えられて上映会は2010年現在でも世界中のそこかしこで行われている。2015年のインタビューでリチャード・オブライエンは、「『人と違うこと』を祝福していること」が評価されたと述懐しており、2015年9月にはリバイバル版が上映された。

## 続編
同スタッフによる関連作に、この劇中での出来事の後日設定の『ショック・トリートメント』（1980年）があるが、同じ役はブラッドとジャネットだけで演じている俳優が違い、ジャネットは『ファントム・オブ・パラダイス』のヒロイン、ジェシカ・ハーパーが演じており、本作に出演したリチャード・オブライエン、パトリシア・クイン、ネル・キャンベル、チャールズ・グレイらが出演しているものの、こちらは役柄が全く別で、内容もテイストも違う映画になっている。